# Bijeli put (televizijska serija)
Bijeli put hrvatska je kriminalistička serija iz 2024. godine redatelja Tomislava Rukavine, dok scenarij potpisuje hrvatski novinar, pisac i aktivist Emir Imamović Pirke.
Serija je imala pretpremijeru na 30. Sarajevskom filmskom festivalu 22. kolovoza 2024. Premijerno se prikazala 30. rujna 2024. na Prvom programu HRT-a.

## Radnja
Nakon godinu i pol dana istrage, policijski "Odjel za specijalne istrage i borbu protiv organiziranog kriminala" uspio je uhititi Željka Matića Željca, nekadašnjeg gangstera koji je legalizirao svoj posao i preko njega prao novac zarađen ilegalnim poslovima. Uhićenje je bilo spektakularno, ali je zasjenjeno ubojstvom odlazećeg načelnika Policijske uprave Šibensko-kninske Petra Mikulandre i pronalaskom tijela Gabriele Ochoa iz Meksika, koju se smatra mrtvom već sedam godina. Ubojstvo načelnika baca sumnju na povezanost između policije i organiziranog kriminala.

## Glumačka postava

### Glavne uloge
- Franjo Dijak kao inspektor Marko Jurić
- Nina Violić kao Biserka, inspektorica Odjela za organizirani kriminal
- Enes Vejzović kao inspektor Kruno
- Stipe Radoja kao Ivan Lučić Luca, član Odjela za specijalne istrage
- Sanja Milardović kao inspektorica Mirna Filipović
- Goran Bogdan kao Ivor Bošnjak, v.d. načelnika PU Šibensko-kninske, zajedno sa Matićem pohađao policijsku akademiju
- Judita Franković Brdar kao supruga Željka Matića
- Elvis Bošnjak kao Željko Matić, načelnik Odjela za organizirani kriminal

### Ostale uloge
- Marko Cindrić kao Ljuljzim Hoti Hot
- Mijo Jurišić kao Dugi
- Trpimir Jurkić kao Ante Petreš
- Igor Kovač kao Joso Marić
- Draško Zidar kao Dragan Pajić Roki
- Šimun Šitun kao Mario Tudor
- Jagoda Kumrić kao Tanja Tudor
- Mirela Brekalo kao Magdalena Lučić
- Goran Grgić kao Branko Šimunović
- Katarina Romac kao Olivera Bošnjak
- Tamara Šoletić kao Franka
- Juraj Aras kao Viktor Polić
- Tom Rushaidat kao Maks
- Aria Dunda kao Ana Marija
- Filip Detelić kao Dario Cvetković Cvele
- Mladen Čutura kao Branko Mijić
- Jolanda Tudor kao Anka Mikulandra
- Ivana Gulin kao Nevena Mikulandra
- Siniša Popović kao Petar Mikulandra, načelnik PU Šibensko-kninske
- Ivica Pucar kao Ladislav Musić
- Frano Nola kao Nikola Jurčević
- Dora Fišter kao Vesna Mihalinec
- Oriana Kunčić kao Danira Ivčić
- Ugo Korani kao zatvorski čuvar
- Lucija Alfier kao konobarica caffe bara Porto
- Emir Imamović kao konobar
- Jakov Marčić kao Kenjac
- Maro Klisović kao Jure
- Anđela Fržop kao novinarka
- Đana Krvavica kao novinarka
- Mate Gulin kao muškarac ispred dućana
- Rok Jurčić kao voditelj vijesti
- Jadranka Matković kao starija gospođa
- Alen Šalinović kao svećenik
- Joško Vuković kao svećenik
- Andrija Tomić kao konobar
- Veronika Lemešić kao Gabriela Ochoa

## Pregled serije
| Sezona | Sezona | Epizode | Epizode | Originalno emitiranje | Originalno emitiranje |
| Sezona | Sezona | Epizode | Epizode | Premijera             | Finale                |
| ------ | ------ | ------- | ------- | --------------------- | --------------------- |
|        | 1.     | 6       | 6       | 30. rujna 2024.       | 4. studenoga 2024.    |

### Epizode
| Epizoda | Naslov       | Redatelj          | Datum prikazivanja  |
| --- | ------------ | ----------------- | ------------------- |
| 1. | "1. epizoda" | Tomislav Rukavina | 30. rujna 2024.     |
| Specijalni policijski odjel pod vodstvom Marka Jurića uhićuje Željca, bivšeg člana međunarodnog narkokartela koji se sada bavi legalnim poslovima. Prije njegovog uhićenja, dolazi do ubojstva načelnika šibenske policije i pronalaska tijela djevojke koja je proglašena mrtvom prije sedam godina i pokopana u Meksiku. Marko i njegov tim moraju otkriti tko je zapravo ubijen prije sedam godina, postoji li veza između tog ubojstva i smrti načelnika, te vodi li Željac kriminalne poslove iz zatvora ili je zatvor njegovo skrovište od likvidacije. |              |                   |                     |
| 2. | "2. epizoda" | Tomislav Rukavina | 7. listopada 2024.  |
| Marko i Bisera istražuju ubojstvo načelnika šibenske policije Mikulandre i otkrivaju tajne njegove obitelji. Surađuju s novim načelnikom Ivorom, čiji je prijatelj Dugi povezan s ubijenom Meksikankom Gabrijelom. U Splitu, Luca traži patologa koji je obavio obdukciju Gabrijele i pomaže sestri Tanji s nasilnim mužem. U Zagrebu, Mirna otkriva nelogičnosti u suđenju Cveletu, osuđenom za Gabrijelino ubojstvo, dok Kruno posjećuje Cveleta u zatvoru kako bi saznao zašto je priznao ubojstvo koje se dogodilo sedam godina kasnije. |              |                   |                     |
| 3. | "3. epizoda" | Tomislav Rukavina | 14. listopada 2024. |
| Marko je u Šibeniku s kćeri ubijenog načelnika, dok Bisera pokušava saznati više o obiteljskom bogatstvu od njezine majke. Željac, preko svog suradnika Viktora, pokušava dogovoriti susret s Markom. U Splitu, Luca otkriva da je ruta kretanja Cveleta i njegove navodne žrtve izmišljena te da se Cvele družio s nasilnikom Mariom. Cveleta na izlasku iz zatvora dočekuje Roki, Željčev suradnik, ali ih napada profesionalni ubojica koji ubija Rokija i odvodi Cveleta. Ivor saznaje od kolege Josa za tajni prolaz u zgradu policije u Šibeniku. |              |                   |                     |
| 4. | "4. epizoda" | Tomislav Rukavina | 21. listopada 2024. |
| Politički protivnici ministra unutarnjih poslova koriste Rokijevo ubojstvo i Cveletovu otmicu za napade na Marka i njegov odjel. Novi načelnik Ivor svjestan je da će svojim radom ugroziti prijatelja Dugoga. Ne uspijeva pronaći ključ skrivenog prolaza korištenog u ubojstvu prošlog načelnika. Njegova tajnica slučajno spomene ključ kolegi Anti, koji postaje nepovjerljiv prema kolegi Josi. Na Rokijevom sprovodu pojavljuje se Mario, muž Lucine sestre, koji odgovara profilu izvršitelja. Marko i njegov tim, na nagovor ministra policije, hapse Marija u medijskom spektaklu kako bi skrenuli pažnju s neuspješnih istraga ubojstava načelnika i Meksikanke. |              |                   |                     |
| 5. | "5. epizoda" | Tomislav Rukavina | 28. listopada 2024. |
| 6. | "6. epizoda" | Tomislav Rukavina | 4. studenoga 2024.  |

## Glazba
Odjavna špica serije je popraćena pjesmom „Cile zime“ Adama Semijalaca.
Popis glazbe koja se koristi u seriji:
- „Čija sam kad tvoja nisam“ – Magazin
- „Ima dana“ – Magazin
- „Ciao, Ciao“ – Tonči & Madre Badessa
- „Krivi ljudi“ – Doris Dragović
- „Da me malo sriće stigne“ – Petar Šegedin-Pjero
- „Bol“ – Magazin
- „Baš, baš“ – Domenica
- „Ako nije kasno“ – Danijela Martinović
- „Maslačak“ – Magazin

## Snimanje
Snimanje u trajanju od 36 dana, prvih dvanaest dana krenulo je 23. siječnja 2024. u Šibeniku, a prvi kadrovi snimljeni su na groblju Sv. Ane, preostale dane snimalo se u Zagrebu do sredine ožujka. Snimanje je završilo 11. ožujka 2024.

## Vanjske poveznice
- Službena stranica – Arhivirana inačica izvorne stranice od 30. rujna 2004. (Wayback Machine)
- Bijeli put u internetskoj bazi filmova IMDb-a